# Бонито-Лейк
Бонито-Лейк — водохранилище, расположенное в горах Сьерра-Бланка к северо-западу от Руидозо, штат Нью-Мексико. Служит основным источником воды для города Аламогордо, Нью-Мексико.

## История
Бонито-Лейк — популярное место для рыбалки и кемпинга. В районе водохранилища разработаны несколько пешеходных и туристических маршрутов. Из-за большой высоты над уровнем моря температура воды Бонито-Лейк сохраняется низкой круглый год.
В настоящее время этот район является частью Национального леса Линкольна, но в конце XIX века Южно-Тихоокеанская железная дорога владела большей частью прав на воду в этом регионе. В 1907 году железная дорога построила небольшую плотину в каньоне Саут-Форк выше по течению от нынешней плотины. От той плотины протянули деревянный трубопровод на 132 мили (212 км) до Пастуры, штат Нью-Мексико, чтобы обеспечить водой паровые поезда. Остатки первоначальной плотины и куски деревянного трубопровода до сих пор можно увидеть на тропе в каньоне Саут-Форк.
К 1920-м годам железнодорожникам потребовалось увеличить объёмы используемой воды, и они обратились к правительству Нью-Мексико с просьбой разрешить им построить еще одну, более крупную плотину вдоль Бонито-Крик. Инженеры, обследовавшие каньон, определили, что лучшим местом для строительства плотины будет точка, находящаяся вниз по течению от города Бонито, узкое место в каньоне. Такое расположение позволило бы плотине удерживать воду двух рек, которые сливались прямо перед плотиной. Однако это угрожало затоплением Бонито, и жители Бонито были переселены вниз по течению на новое место.
Строительство плотины было завершено в 1931 году, и к 1933 году водохранилище было полностью заполнено (1,85 млн м³ — 1500 акро-футов воды).
К 1950-м годам паровозы были заменены тепловозами, и железная дорога больше не нуждалась в озёрной воде. Транспортная компания продала водохранилище Аламогордо, которому требовалось надежное водоснабжение для обеспечения города питьевой водой. Трубопровод протяжённостью 90 миль (140 км) был построен к водоочистной станции Аламогордо «Ла-Луз». Аламогордо по-прежнему владеет плотиной и водохранилищем, но вся земля вокруг озера является частью Национального леса Линкольна.

## Пожар Литтл-Бэр
Пожар Литтл-Бэр в 2012 году вызвал наводнение и причинил значительный ущерб Бонито-Лейк и его окрестностям. С тех пор водохранилище было закрыто для рыбной ловли, также закрылись кемпинги. Пожар вызвал сильную эрозию водораздела над водохранилищем, а вода была загрязнена отложениями и пеплом от пожара. Летом 2015 года инженеры начали процесс осушения искусственного озера с целью его углубления.
26 сентября 2017 года уполномоченные города Аламогордо утвердили контракт на сумму 8,6 миллионов долларов США на осушение, углубление дна и восстановление водохранилища. По оценкам городского инженера, на завершение работ и открытие Бонито-Лейк должно было уйти не менее 24 месяцев. Ожидаемая дата повторного открытия была запланирована на 2019 или 2020 год.